# Леднев, Валерий Александрович
Валерий Александрович Леднев (род. 7 июня 1940, деревня Авдотьино, Костромской район, Костромская область, СССР) — советский и российский художник-живописец и педагог. Народный художник Российской Федерации (1999), действительный член Российской академии художеств (2019).
Продолжатель реалистической национальной художественной традиции и таких мастеров, как: Орест Кипренский, Василий Боровиковский, Алексей Венецианов, Борис Кустодиев.

## Идея творчества
Леднев, Валерий Александрович — личность разносторонняя и многогранная. Талант крупного художника удачно сочетается в нём со способностями воссоздания утраченных шедевров монументальной живописи. Неутомимость талантливого организатора художественного образования, с активностью пропагандиста отечественного искусства, как на родине, так и во многих странах мира.

## Академическое образование
1955—1961 г. Костромское художественное училище
1961—1968 г. Институт живописи, скульптуры и архитектуры имени И. Е. Репина, где учился у А. А. Мыльникова, А. Л. Королева, Н. П. Медовикова.
1970 г. окончил творческую мастерскую монументальной живописи РАХ, под руководством академика А. А. Мыльникова.

## Учителя
- Мыльников, Андрей Андреевич
- Медовиков, Никита Петрович
- Королев, Александр Леонидович
- Ветрогонский, Владимир Александрович

## Признание в профессиональном кругу
- Член Союза Художников (1970)
- С 1970 по 1973 год преподает живопись в Ленинградском высшем художественно-промышленном училище им. В. И. Мухиной
- с 1973 года (37 лет) — в Российского государственного педагогического университета им. А. И. Герцена
- Заведующий кафедрой рисунка Российского государственного педагогического университета им. А. И. Герцена (1983)
- Профессор Российского государственного педагогического университета им. А. И. Герцена (1989)
- Действительный член Петровской Академии наук и искусств (1997)
- Почётный член Общества акварелистов Санкт-Петербурга (1998)
- Благодаря усилиям Леднева, Валерия Александровича на кафедре рисунка создана аспирантура
- Почётный профессор Российского государственного педагогического университета им. А. И. Герцена (2000)
- Почётный член Академии русской словесности и изящных искусств им. Г. Р. Державина (2004)
- Кандидат искусствоведения 2007)
  - Леднев, Валерий Александрович — член ГАК РАИЖСиА им. И. Е. Репина, председатель ГАК кафедры книжной графики Художественно-промышленной академии им. А. Л. Штиглица, член жюри межвузовского конкурса «Музы Петербурга», член экспертной комиссии при губернаторе Санкт-Петербурга по присуждению премии «Юные дарования»; долгое время являлся председателем ГАК по изобразительному искусству Череповецкого университета, членом художественного Совета по реставрации памятников культуры, председателем жюри международного детского и юношеского конкурса «Европа в школе», проводимого под патронажем Совета Европы и Европарламента. Многие годы является председателем художественного Совета по реставрации памятников культуры Екатерининского дворца г. Пушкина.
  - В области искусствоведения и педагогики искусства опубликовано два десятка научных и научно-методических работ профессора.

## Ученики
- Селеверстов, Сергей Васильевич — заслуженный художник Российской Федерации
- Бакланов, Александр Васильевич — народный художник Российской Федерации, главный художник Монетного двора в Санкт-Петербурге, профессор кафедры ДПИ РГПУ им. А. И. Герцена.
- Шаюнова, Ольга Васильевна — кандидат педагогических наук, доцент кафедры рисунка РГПУ им. А. И. Герцена, член Союза художников России, дипломант III Международной биеннале акварели (2005), Диплом 3 степени и почетный диплом Международного художественного конкурса «Аntonio Gualda» (2006, 2008).
- Васильева, Алена Александровна — кандидат искусствоведения, доцент кафедры рисунка РГПУ им. А. И. Герцена, член Союза художников России, награждена Государственной стипендии Министерства культуры Российской Федерации в области графики (2006), стипендией Президента Российской Федерации (2001), Стипендией Правительства Российской Федерации (2000), Грантом в номинации графика в конкурсе «Музы Санкт-Петербурга» (1998).

## Этапные работы
Леднев, Валерий Александрович создал галерею портретов выдающихся деятелей культуры и искусства — Ж. И. Алферова, А. П. Петрова, А. Ф. Тура, Б. Т. Штоколова, М. К. Аникушина, И. А. Колпаковой, Патриарха Всея Руси Алексия II, митрополита Санкт-Петербургского и Ладожского Владимира.
- 1970 г. Картина «Мать»
- 1974—1978 г. Кистью мастера воссоздан плафон С. Торелли «Отдыхающий полководец внемлет призыву муз» и живописные панно в Зелёной столбовой Екатерининского дворца Царского села
- 1975 г. Картина «Семья. Грибы»
- 1980 г. Картина «В родном доме»
- 1980 г. Картина «В Летний сад»
- 1982 г. Картина «Летний вечер в Фатьянке»
- 1982 г. Картина «Безоблачная пора»
- 1985 г. Масштабный триптих «Воссоздатели»
- 1993 г. Алтарные образы иконостаса Собора иконы Владимирской Божьей матери Санкт-Петербурга
- 1996 г. Картина «Благослови молитвой нас…»
- 1998 г. Картина «Лето»
- 2007 г. Профессор руководил группой студентов Высшей школы народных искусств (Институт), выполнивших иконы иконостаса домовой церкви Покрова Пресвятой Богородицы и награждённых за эту работу знаками Святой Татьяны (2009).

## Выставки
Участник более 250 выставок в России (с 1968) и других странах (с 1975). Его искусство видели в Англии и США, Болгарии и Бельгии, Германии и Испании, Италии и Франции, Финляндии и Швеции, Японии, Корее и Китае. Количество только его персональных выставок составляет три десятка. В числе наиболее значимых из них следует назвать выставки в Ленинграде (1985) и Пушкине (1990), Болгарии (1989) и Франции (1993—2004), Германии (1990, 1993) и Англии (1990), Финляндии (1995, 1996, 2004), Японии (1991), Бельгии (1999), Китае (2005, 2006), Италии (1996, 2006, 2009—2010).
Произведения художника находятся в частных коллекциях, галереях и собраниях музеев в России и за рубежом: Музей истории Санкт-Петербурга, Екатерининский дворец-музей (Царское село), Александро-Невская Лавра, Астраханский историко-архитектурный музей-заповедник, Музей истории Киева, Картинная галерея музея-заповедника Старой Ладоги, Омский художественный музей им. М. А. Врубеля, художественные музеи Якутска, Южно-Сахалинска, Космодемьянска; Музей Людвига (Кёльн, Германия), музей города Кале (Франция), галерея Гекосото и художественная галерея «Se la vi» (Токио, Япония), картинная галерея Велико-Тырново (Болгария), Художественная галерея Салли Хантер (Лондон, Великобритания), художественный музей г. Порт-Артур (Китай), Художественная галерея Дани Лаур (Париж, Франция), мэрии городов Кале (Франция), Турин (Италия), Гент (Бельгия), собрание королевской семьи (Лондон, Великобритания).

## Награды и звания
- Медаль «В память 300-летия Санкт-Петербурга» (2004).
- Народный художник Российской Федерации (30 июля 1999 года) — за большие заслуги в области искусства[1].
- Заслуженный деятель искусств РСФСР (14 марта 1989 года) — за заслуги в области советского искусства[2].
- Почётная грамота Президента Российской Федерации (5 апреля 2019 года) — за заслуги в развитии отечественной культуры и искусства, многолетнюю плодотворную деятельность[3].
- Награждён Международной премией имени Николая Рериха в номинации «Педагогика и просветительство» (2007).
- Знак Святой Татьяны в номинации «Педагог-наставник» (2009).
- Орден «За службу России» (2010).